# Kim Se-jeong
Kim Se-jeong (n. 28 august 1996, Gimje, Jeolla de Nord, Coreea de Sud), nume de scenă Sejeong, este o cântăreață și actriță sud-coreeană, membră a formațiilor I.O.I și Gugudan.